# Plouigneau
Plouigneau (tiếng Breton: Plouigno) là một xã của tỉnh Finistère, thuộc vùng Bretagne, miền tây bắc Pháp.

## Dân số
Người dân ở Plouigneau được gọi là Ignaciens.